# Pape N'Daw
Pape Abdoulaye N'Daw (n. 26 octombrie 1993, Senegal) este un fotbalist senegalez care evoluează la clubul Dinamo II București pe postul de atacant.